# La Sylvanire ou la Morte-vive (Jean Mairet)
Pour les articles homonymes, voir La Sylvanire.
La Sylvanire ou la Morte-vive est une tragi-comédie pastorale de Jean Mairet (1604-1686), créée en 1630 à Paris.
L'œuvre est surtout célèbre pour sa préface, où l'auteur affirme le premier la règle des trois unités (lieu, temps, action).

## Contenu de la pièce
Dédiée à Marie-Félicie des Ursins, duchesse de Montmorency, l'œuvre reprend le titre de la pièce d'Honoré d'Urfé, publiée trois ans auparavant,. N'ayant pas à satisfaire le goût italien de Marie de Médicis, Mairet supprime le fou, le satyre et l'écho. 

## Publication
- La Silvanire, ou La morte-vive, du Sr Mairet, tragi-comédie pastorale ... Avec les figures de Michel Lasne, Paris, François Targa, 1631, [52]-186 p. (En ligne sur Gallica).